# 李多嫔
李多嫔（韓語：이다빈，1996年12月7日—）是一名韓國女子跆拳道運動員。她曾經獲得2019年世界跆拳道錦標賽女子73公斤級金牌。她也曾獲得2014年亞洲運動會女子62公斤級金牌以及2018年亞洲運動會女子67公斤以上級金牌。

## 外部連結
- TaekwondoData.com （页面存档备份，存于）
- 李多彬的Instagram帳戶